# Lingua ladakhi

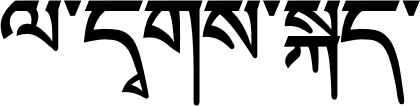
Lingua ladakhi

La lingua ladakhi è una lingua tibeto-birmana parlata in India, nella regione del Ladakh, Cina, nella Regione Autonoma del Tibet, e in Pakistan.

## Distribuzione geografica
Al censimento indiano del 2001 risultavano 105.000 locutori di ladakhi, stanziati in prevalenza nel territorio di Ladakh. La lingua è attestata anche in Tibet, dove nel 1995 contava 12.000 locutori.

### Dialetti
Si distinguono vari dialetti ladakhi:
- leh o ladakhi centrale, parlato a Leh, capoluogo del Ladakh
- nubra, parlato nella Valle di Nubra, nel nord del Ladakh
- shamma o basso ladakhi

## Classificazione
Secondo Ethnologue, la classificazione della lingua ladakhi è la seguente:
- Lingue sinotibetane
  - Lingue tibeto-birmane
    - Lingue tibeto-birmane occidentali
      - Lingue bodish
        - Lingue bodish centrali
          - Lingue bodish centro-occidentali
            - Lingua ladakhi

## Grammatica
La tipologia linguistica della lingua ladakhi è Soggetto Oggetto Verbo.

## Sistema di scrittura
La lingua ladakhi viene scritta in alfabeto tibetano.